# Phyllodromica transylvanica
Phyllodromica transylvanica är en kackerlacksart som beskrevs av Vidlicka 1994. Phyllodromica transylvanica ingår i släktet Phyllodromica och familjen småkackerlackor.
Artens utbredningsområde är Rumänien. Inga underarter finns listade i Catalogue of Life.